# クロアチア語訳聖書
クロアチア語訳聖書 （クロアチアごやくせいしょ、英語: Bible translations into Croatian)はキリスト教聖書のクロアチア語への翻訳を扱う。
クロアチアはローマ・カトリック信者が大多数を占めるが、少数派としてで他のキリスト教宗派もあり、イスラム教もある。第二次大戦後のユーゴスラビアではセルボ・クロアチア語としていたが、1990年代のユーゴスラビア解体後のクロアチアではクロアチア語としている。

## 14世紀から18世紀まで
初の完成された翻訳はイエズス会のカシッチ（Kasić）による稿であった。しかしこの翻訳原稿は1622年から1637年にかけて行われたものであったが、2000年になるまで出版されることはなかった。

## 19世紀

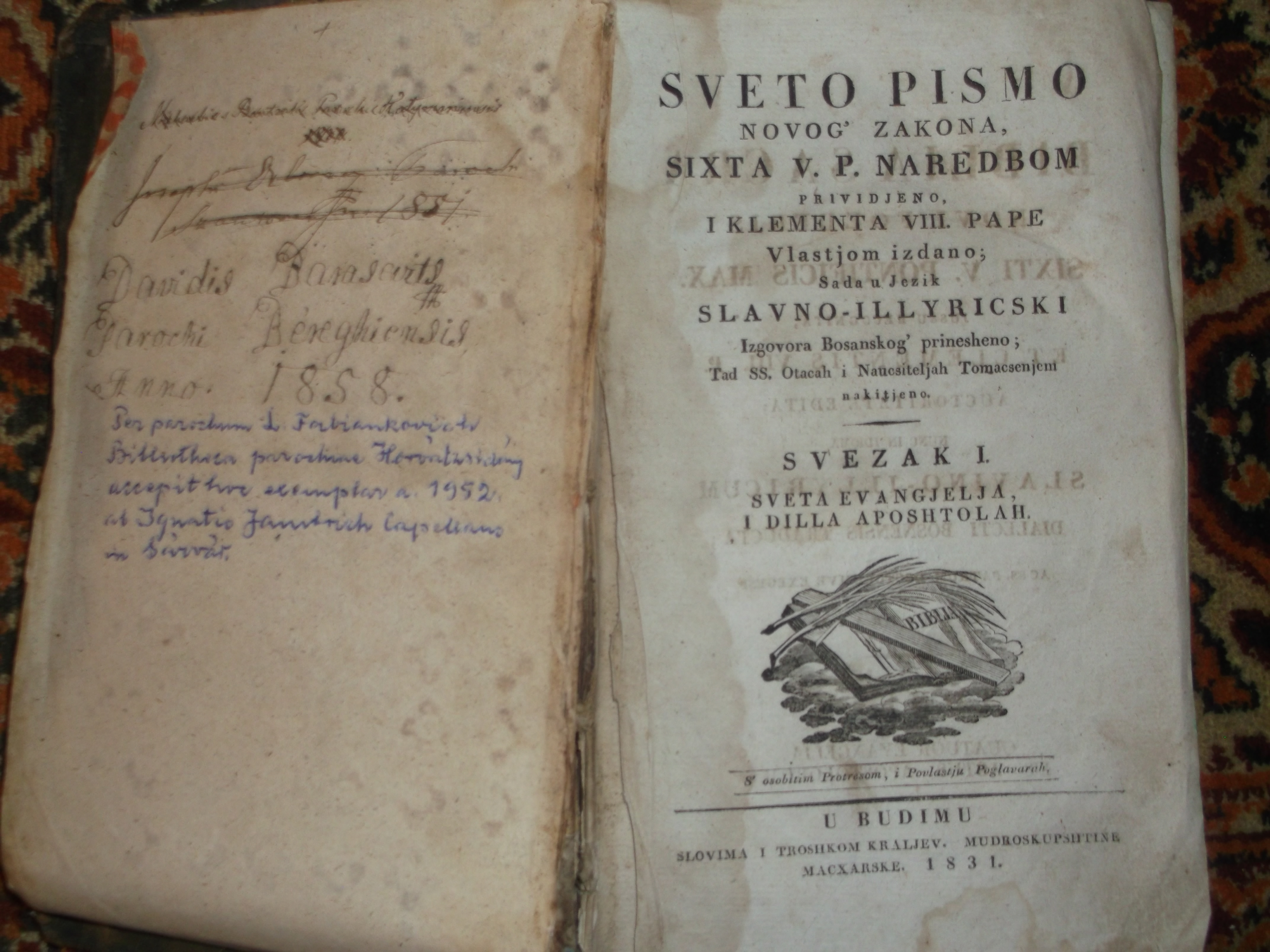
マティヤ・カタンチッチによるクロアチア語訳聖書（1831年）

出版物として最初のクロアチア語訳聖書とされるものはフランシスコ会 のマティヤ・カタンチッチ（Matija Petar Katančić）によって1831年に発表されたものとなる。

## 20世紀から現在まで
その後、いくつかの翻訳本が出され、もっとも広く受け入れられるようになったものが1968年に出されたいわゆる現代クロアチア語訳である。これは「ザグレブ聖書」（英語：Zagreb Bible）と呼ばれ、「エルサレム聖書」を部分的に下地として作られたものである。

## 参照項目
- 聖書翻訳
- クロアチア語
- クロアチアの宗教
- セルビア語訳聖書